# Hipparchia jolaus
Hipparchia jolaus är en fjärilsart som beskrevs av Franco Andrea Bonelli 1824/26. Hipparchia jolaus ingår i släktet Hipparchia och familjen praktfjärilar. Inga underarter finns listade i Catalogue of Life.